# Archidiecezja Atlanty

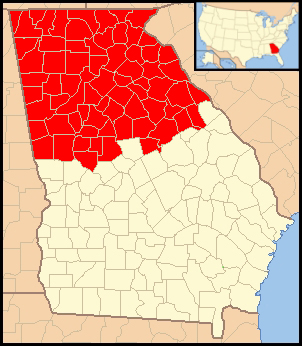
Archidiecezja Atlanty

Archidiecezja Atlanty (łac. Archidioecesis Atlanta, ang. Archdiocese of Atlanta) – rzymskokatolicka archidiecezja ze stolicą w Atlancie, w stanie Georgia, Stany Zjednoczone.
Jest częścią regionu XIV (FL, GA, NC, SC).
Powstała w 1956 jako diecezja Atlanty. 10 lutego 1962 uzyskała status archidiecezji. Od 1978 w obecnym kształcie terytorialnym.

## Główne świątynie
- Archikatedra: Archikatedra Chrystusa Króla w Atlancie
- Bazylika mniejsza: Bazylika Najświętszego Serca Jezusowego w Atlancie

## Biskupi diecezjalni

### Biskup Atlanty
- Francis Hyland (1956–1961)

### Arcybiskupi metropolici
- Paul Hallinan (1962–1968)
- Thomas Donnellan (1968–1987)
- Eugene Marino SSJ (1988–1990)
- James Lyke OFM (1991–1992)
- John Donoghue (1993–2004)
- Wilton Gregory (2004–2019)
- Gregory Hartmayer OFMConv. (od 2019)